# Союз болгарских писателей
Союз болгарских писателей (болг. Съюз на българските писатели; СБП) — творческая общественная организация Болгарии, работающая с 1913 года.

## История
Первое учредительное собрание Союза болгарских писателей состоялось 8 сентября 1913 года. Председателем творческого объединения стал Иван Андрейчин, в управляющий совет вошли Димо Кёрчев, Григор Чешмеджиев, Никола Атанасов, Стефан Руневски, Добри Немиров. Почётным председателем был избран Иван Вазов.
При СБП действует издательство «Български писател».

## Председатели

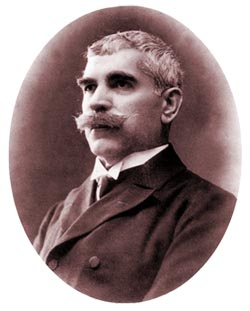
Почётный председатель СБП Иван Вазов

- Иван Вазов — почётный председатель
- Иван Андрейчин[болг.] — 1913
- Кирил Христов — 1914
- Божан Ангелов[болг.] — 1915—1919
- Елин Пелин — 1920—1921; 1940
- Михаил Арнаудов — 1922—1927; 1931—1934
- Тодор Влайков — 1928—1930
- Никола Атанасов — 1935—1936
- Добри Немиров[болг.] — 1937—1939
- Стилиян Чилингиров[болг.] — 1941—1943
- Трифон Кунев[болг.] — 1944
- Константин Константинов[болг.] — 1945
- Людмил Стоянов[болг.] — 1946—1948
- Христо Радевский — 1949—1957
- Георгий Караславов — 1958—1962
- Камен Калчев[болг.] — 1962—1964
- Димитр Димов — 1964—1966
- Георгий Джагаров — 1966—1972
- Пантелей Зарев — 1972—1979
- Любомир Левчев — 1980—1989
- Павел Матев — 1989—1990
- Кольо Георгиев[болг.] — 1990—1993
- Николай Хайтов[болг.] — 1993—1999
- Никола Радев[болг.] — 1999—2003
- Николай Петев[болг.] — 2003—2013
- Боян Ангелов[болг.] — 2014 — н.в.[3]